# 本多正矩
本多 正矩（ほんだ まさのり、延宝9年9月4日（1681年10月15日） - 享保20年8月17日（1735年10月3日））は、江戸時代中期の大名。上野沼田藩第3代藩主、駿河田中藩初代藩主。正重系本多家6代。
旗本本多正方（初代藩主本多正永の弟）の長男。母は菅沼定賞の娘。正室は松野助義の娘。子は本多正珍（三男）、黒田直純（四男）、生駒親睦（七男）。官位は従五位下、豊前守。
正徳3年（1713年）8月、先代藩主本多正武の養子となり、享保6年（1721年）の正武の死去で跡を継いだ。享保8年（1723年）には奏者番となる。享保15年（1730年）7月、田中藩へ移封され、享保20年（1735年）8月17日に55歳で死去した。跡を三男の正珍が継いだ。

## 系譜
父母
- 本多正方（実父）
- 菅沼定賞の娘（実母）
- 本多正武（養父）

正室
- 松野助義の娘

子女
- 本多正珍（三男）生母は正室
- 黒田直純（四男）
- 生駒親睦（七男）